# U 549
U 549 war ein U-Boot der deutschen Kriegsmarine im Zweiten Weltkrieg.

## Geschichte
Das Boot vom Typ IX C/40 wurde 1942 von der Deutschen Werft AG in Hamburg-Finkenwerder mit der Werftnummer 370 gebaut. Im Laufe seiner gesamten Einsatzzeit wurde es von Kapitänleutnant Detlev Krankenhagen kommandiert.
U 549 war von Juli – Dezember 1943 der 4. U-Flottille zur Ausbildung zugeordnet. Ab Januar 1944 war das U-Boot Teil der 10. U-Flottille.
Das Boot absolvierte lediglich zwei Unternehmungen. Im Frühjahr 1944 patrouillierte es im Nordatlantik und im Seegebiet vor Irland. Im Sommer desselben Jahres operierte es im Mittelatlantik, südwestlich von Madeira.

### Erste Unternehmung
U 549 verließ Kiel am 11. Januar 1944 und lief am 26. März 1944 in Lorient (Frankreich) ein. Auf dieser 76 Tage dauernden Fahrt wurden keine Schiffe versenkt oder beschädigt. U 549 war während des Einsatzes an folgenden U-Bootgruppen beteiligt:
- Igel 1 (3. Februar 1944 – 17. Februar 1944)
- Hai 1 (17. Februar 1944 – 22. Februar 1944)
- Preußen (22. Februar 1944 – 22. März 1944)

### Zweite Unternehmung
U 549 verließ Lorient am 14. Mai 1944. Auf dieser 16 Tage dauernden Fahrt versenkte das U-Boot den US-amerikanischen Geleitflugzeugträger Block Island (Lage) und beschädigte den US-amerikanischen Zerstörer Barr schwer.
Die USS Block Island war der einzige Geleitflugzeugträger der Vereinigten Staaten, der im Atlantik versenkt wurde.

## Verbleib
U 549 hatte am 28. Mai 1944 Luftangriffe des US-Geleitträgers Block Island ohne Schäden überstanden. Am Morgen des 29. Mai wurde es von einer Avenger des Trägers entdeckt und entging auch diesem Angriff. Während die Geleitzerstörer Barr, Eugene E. Elmore, Ahrens und Robert I. Paine vergeblich versuchten, das U-Boot zu orten, konnte dieses trotz der Bedrohung aus der Luft am Abend des 29. Mai 1944 die Geleitsicherung des Flugzeugträgers durchbrechen und schoss in dichter Folge drei Torpedos auf den Träger ab. Die Torpedos trafen die Block Island und sorgten für schwere Lecks. Das Schiff musste später nach vergeblichen Abdichtungsversuchen aufgegeben werden.
Der Zerstörer Eugen E. Elmore sichtete nun das Sehrohr des getauchten U-Bootes. Ein Angriff des Zerstörers mit Wasserbomben blieb jedoch ohne Erfolg. Stattdessen konnte U 549 einen akustisch gesteuerten Zaunkönig-Torpedo auf den Zerstörer Barr abschießen, der sein Heck zerstörte. Trotz der schweren Beschädigung sank die Barr nicht. Ein weiterer Zaunkönig verfehlte die Eugen E. Elmore.
Der Zerstörer Ahrens, der mit der Rettung der Besatzung des Trägers beschäftigt war, hatte kurz darauf einen Sonarkontakt. Henry Mullins, Kommandant der Eskorte auf der Ahrens, erteilte der Eugen E. Elmore den Befehl, nochmals anzugreifen. Diese bekam sofort Kontakt zum U-Boot. Nach dem dritten Angriff mit Hedgehog-Granaten vernahm die Besatzung des Zerstörers eine ungewöhnlich starke Unterwasser-Detonation. Sämtliche 57 Besatzungsmitglieder, die sich zum Zeitpunkt des Untergangs an Bord von U 549 befanden, kamen ums Leben (Lage).